# Торсіометр
Торсіометр (нім. Torsionsmesser m, англ. torsiometer, torsionmeter, ісп. torsiómetro) – прилад, за допомогою якого визначають крутні моменти валів машин, зокрема двигунів. Складність цього приладу перешкоджає його широкому застосуванню при випробуванні електричних машин.

## Різновиди
Дзеркальний торсіометр, призначений для вимірювань відносних кутів закручування, являє собою два хомутика, закріплених у двох перетинах зразка на певній відстані (базі), на яких укріплені дзеркальця, площини яких лежать в меридіональних перетинах зразка.
У торсіометрах суднових установок як вимірювальний вал використовується ділянка валу гребного гвинта. В інших установках, при відсутності вільних ділянок вала достатньої довжини, динамометр робиться зі своїм вимірювальним валом або у вигляді динамометричної муфти і включається між двигуном і приводним механізмом.